# Bruno Tinti
Bruno Tinti (Roma, 19 dicembre 1942 – Torino, 16 marzo 2021) è stato un magistrato, giornalista e editore italiano.

## Biografia
Al termine degli studi entra in magistratura a 25 anni, prendendo servizio a Torino. Dopo alcuni anni in tribunale, assume prima la carica di giudice istruttore e poi di sostituto procuratore, ruolo che ricopre sino a quando lascia la magistratura; dal 1990 al 1995 è procuratore a Ivrea; dal 1995 al 2008 è procuratore aggiunto a Torino.
Nel 1982 inizia a occuparsi di reati tributari, societari e fallimentari. Come procuratore aggiunto è a capo del pool specializzato in diritto penale dell'economia. In questo settore, si occupa di note indagini tra le quali quelle relative al caso Telekom Serbia.
Si specializza inoltre in informatica giudiziaria e, dal 1995 al 2008, è referente informatico per il Ministero della giustizia presso la Corte d'appello di Torino dove gestisce l'organizzazione informatica degli uffici giudiziari del Piemonte e studia procedure per l'applicazione del cosiddetto fascicolo informatico e l'organizzazione del lavoro dei magistrati.
È autore di un manuale di diritto penale tributario (Contravvenzioni e delitti tributari – UTET 1986) oltre che di articoli in materia tributaria e societaria su riviste di settore. Tra il 1995 e il 2000 è professore a contratto presso l'Università del Piemonte Orientale nel corso di Diritto Penale Tributario. Dal 1992 al 2000 è presidente di tre commissioni ministeriali in successione dedicate all'elaborazione di una nuova legge penale tributaria, in sostituzione dell'allora vigente legge 516/82.
Lasciata la magistratura, scrive quattro libri: Toghe rotte (2007), La Questione Immorale (2009), La Carta del Pesce (2011) e La rivoluzione delle tasse (2012).
Nel 2009 diventa azionista del giornale il Fatto Quotidiano, del quale diviene anche collaboratore con la rubrica "Giustamente" e per mezzo della pubblicazione di articoli, principalmente in materia di giustizia e politica. Dal 2009 è iscritto all'ordine degli avvocati di Roma.
Si è schierato a favore del giudice Iacoviello nella sentenza Eternit, affermando dalle colonne de Il Fatto Quotidiano del 25 novembre 2014 "Eternit aveva cessato la produzione di amianto nel 1986. In questa data il disastro consistente nell'immissione di amianto nell'ambiente era terminato."
Dall'8 agosto 2017 lascia il Fatto Quotidiano ed inizia a collaborare al quotidiano La Verità. Collabora anche con Italia Oggi.
Ricoverato in un ospedale torinese per COVID-19, muore il 16 marzo 2021 all'età di 78 anni.

## Opere
- Contravvenzioni e delitti tributari nella legge 516/82, UTET, 1986
- Toghe rotte Chiarelettere, 2007
- La questione immorale, Chiarelettere, 2009
- La carta del pesce, Paola Caramella Editrice, 2011
- La rivoluzione delle tasse, Chiarelettere, 2012